# 尤店乡
尤店乡，是中华人民共和国河南省信阳市罗山县下辖的一个乡镇级行政单位。

## 行政区划
尤店乡下辖以下地区：
北李店社区、双楼村、李湾村、田堂村、顾寨村、方湾村、罗洼村、罗堂村、钓鱼台村、尤店村、管堂村和沈湾村。